# 4047 Chang'E
4047 Chang'E è un asteroide della fascia principale. Scoperto nel 1986, presenta un'orbita caratterizzata da un semiasse maggiore pari a 2,6188731 UA e da un'eccentricità di 0,2078313, inclinata di 3,02213° rispetto all'eclittica.
L'asteroide è dedicato all'omonima divinità lunare della mitologia cinese.